# Strimglanssnäcka
Strimglanssnäcka (Nesovitrea hammonis) är en snäckart som först beskrevs av Hans Ström 1765.  Strimglanssnäcka ingår i släktet Nesovitrea, och familjen glanssnäckor. Arten är reproducerande i Sverige.